# Мелю (озеро)
Мелю (фр. Lac de Melu) — озеро на Корсиці, Франція. На висоті 1 710 метрів, його площа поверхні становить 0,065 км². Озеро є джерелом річки Рестоніка.
Розташоване неподалік від Лак-де-Капітеллу, в комуні Корте.
В озері було виявлено новий вид бактерій Polynucleobacter meluiroseus, який також названо на честь озера.